# Arctia fusata
Arctia fusata là một loài bướm đêm thuộc phân họ Arctiinae, họ Erebidae.